# Eging am See
Eging am See là một đô thị ở huyện Passau bang Bayern thuộc nước Đức.